# مشتا (دژ)

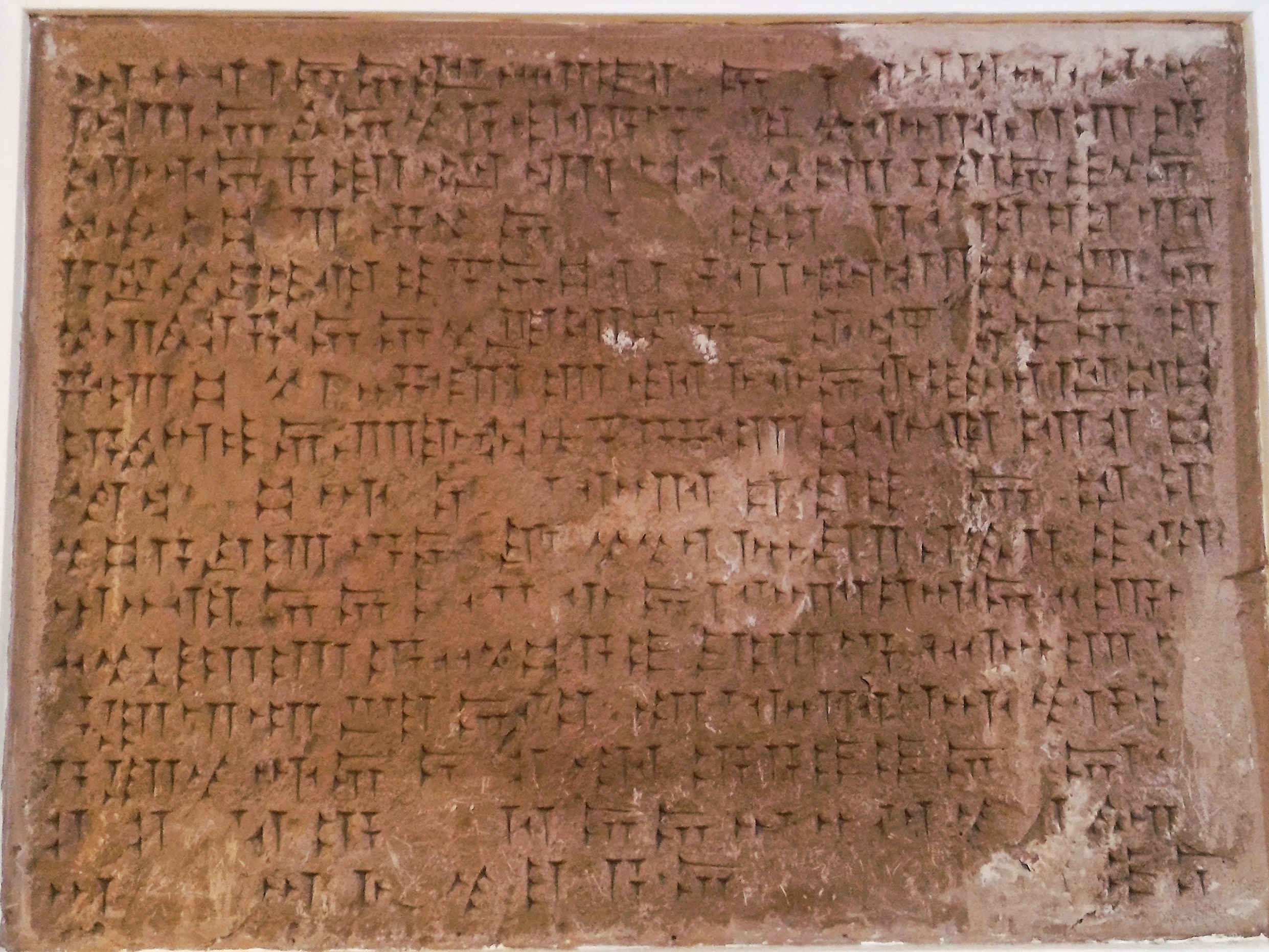
سنگ نبشته اورارتوئی رازلیق واقع در موزه آذربایجان

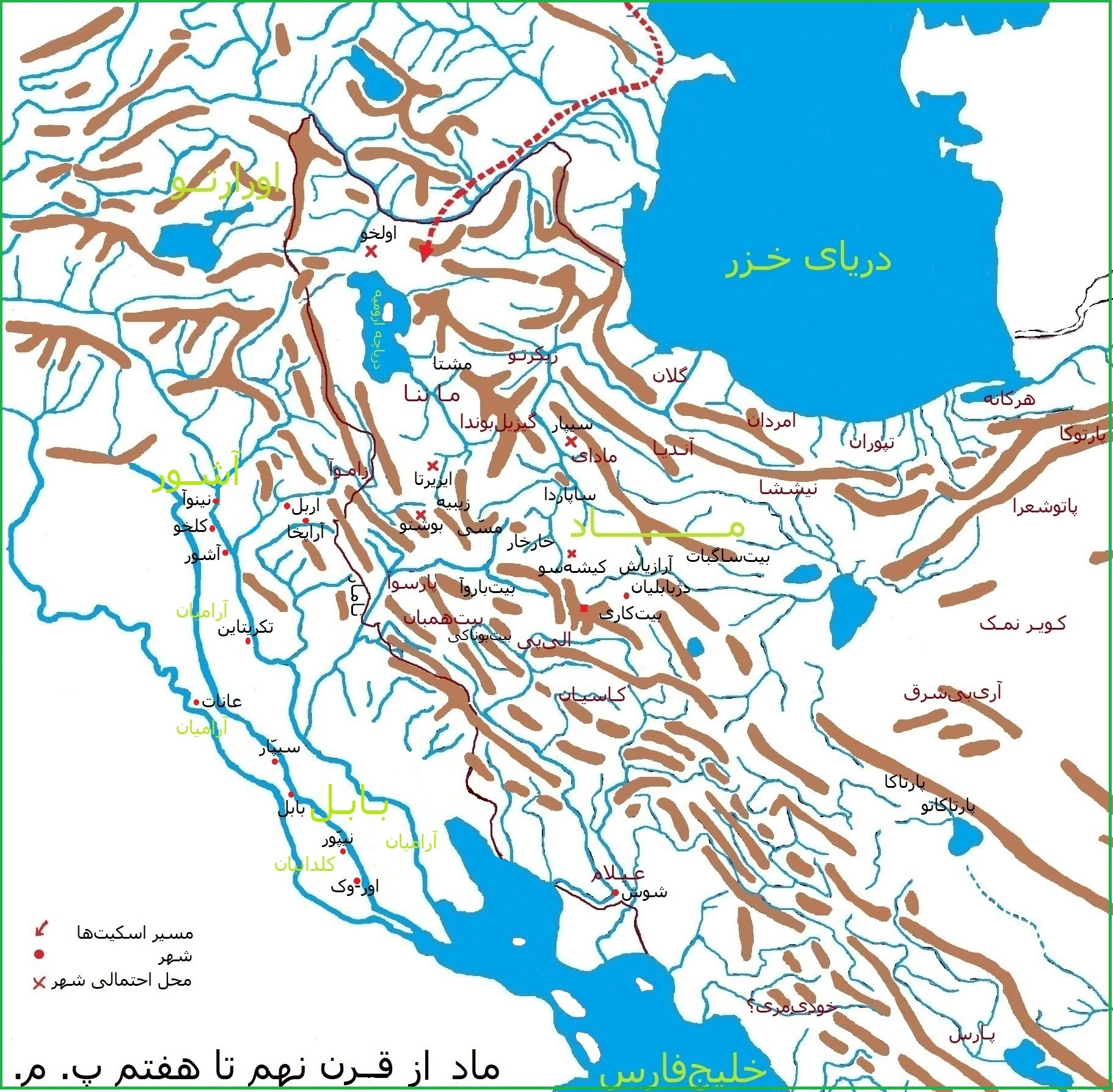
ماد، مننا، اورارتو، آشور، آغاز هزاره‌یکم

مشتا قلعه‌ای در کشور مننا بود که پادشاه اورارتو مینوآ در پیرامون ۹۰۰ (پیش از میلاد) آن را ایجاد کرده بود. دوران حکومت آدادنراری‌سوم پادشاه آشور مصادف است با آغاز جهانگشایی اورارتویی‌ها و حمله به اراضی پیرامون دریاچه اورمیه که در آنزمان اراضی مزبور جز خاک مننا متحد آشور محسوب می‌شد.

## مبارزه اورارتو و آشور
در آن زمان اورارتو برای آشور خطری جدی بشمار می‌رفت حتی در پایان قرن نهم اورارتوییان موساسیر در بخش علیای زاب بزرگ اشغال کردند و مستقیماً مرکز خاک آشور را نیز مورد تهدید قرار دادند و در قرن هشتم پ.م. لشکریان اورارتو وارد علیای فرات گشت. محتملا لشکرکشی‌های مینوآ به مننا در پایان قرن نهم پ.م. صورت گرفت و تعداد این لشکرکشی‌ها کمتر از دو نبود. پادشاه اورارتو قلعه‌ای در خاک مننا احداث یا احیا کرد تحت عنوان مشتا، این قلعه اکنون در روستایی بنام رازلیق نزدیک داش‌تپه (میاندوآب) قرار دارد و لوحی هم در آنجا به زبان اورارتویی باقی است.